# ليونورا عمار
ليونورا عمار (بالبرتغالية: Leonora Amar‏) هي ممثلة برازيلية، ولدت في 1 مارس 1926 في ريو دي جانيرو في البرازيل، وتوفيت في 2 فبراير 2014.

## وصلات خارجية
- ليونورا عمار على موقع IMDb (الإنجليزية)
- ليونورا عمار على موقع قاعدة بيانات الفيلم (الإنجليزية)